# Кольонія-Дембняк
Кольонія-Дембняк (пол. Kolonia Dębniak) — село в Польщі, у гміні Уязд Томашовського повіту Лодзинського воєводства.
У 1975-1998 роках село належало до Пйотрковського воєводства.